# Route départementale 98 (Yvelines)
Pour les articles homonymes, voir Route départementale 98.
La route départementale 98 ou D98, est un axe nord-sud relativement important du département des Yvelines au plan de la circulation routière locale.
Elle permet, pour sa partie septentrionale, la circulation entre l'agglomération de Saint-Germain-en-Laye et la route nationale 13 au nord et la route départementale 307 au niveau de Saint-Nom-la-Bretèche. La partie sud permet de rejoindre l'agglomération des Clayes-sous-Bois-Plaisir.

## Itinéraire
Dans le sens nord-sud, les communes traversées sont :

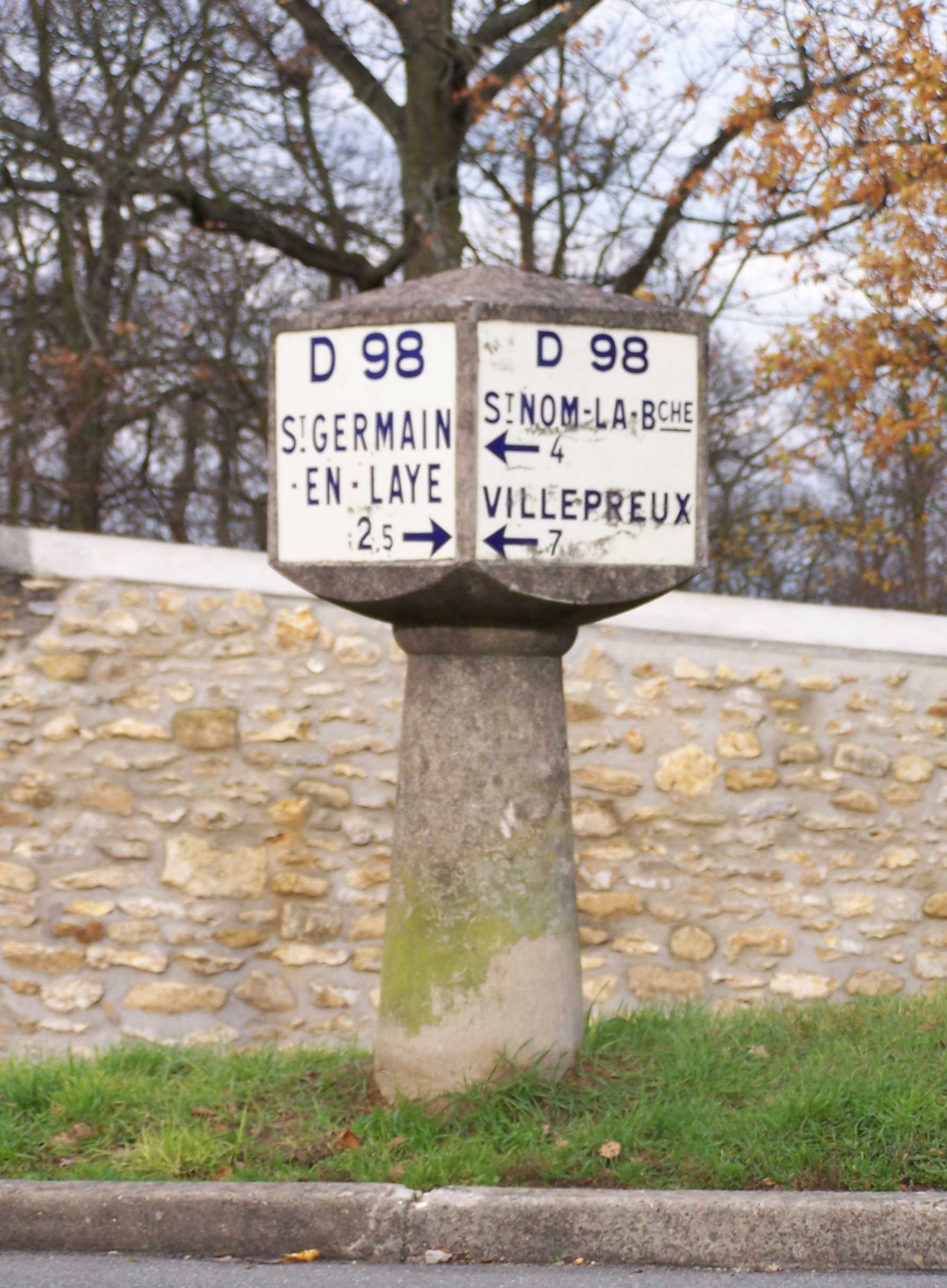
Panneau indicateur ancien à Fourqueux

- Saint-Germain-en-Laye : la D98, rue de Fourqueux à partir du carrefour à proximité de la route nationale 13 (Le Port-Marly à l'est et Chambourcy à l'ouest) qu'elle franchit en passage supérieur, et remonte vers le carrefour avec la (rue du Pontel vers Le Port-Marly),
- Mareil-Marly : la route traverse l'extrémité nord-ouest de la commune,

- Saint-Germain-en-Laye : la route traverse l'extrémité sud-est de la commune,
- Saint-Nom-la-Bretèche : la D98 traverse la forêt domaniale de Marly, passe sous l'autoroute A13 sans communiquer avec elle et contourne la ville par l'est jusqu'à croiser la route départementale 307 (La Celle-Saint-Cloud - Mareil-sur-Mauldre),
- Villepreux : la route croise la route départementale 97 (Villepreux village - Chavenay), passe au début de la route départementale 161 (vers Noisy-le-Roi et Le Port-Marly) er devient le chemin des Vignes dans le quartier de la Pointe à l'Ange,
- Les Clayes-sous-Bois : toujours chemin des Vignes, la D98 travers la partie nord des Clayes et achève son tracé  au petit échangeur avec la route départementale 11 (Saint-Cyr-l'École - Septeuil) qui conduit à Fontenay-le-Fleury vers l'est et à  Plaisir vers l'ouest.